# Saint-Remy-le-Petit
Saint-Remy-le-Petit é uma comuna francesa na região administrativa de Grande Leste, no departamento das Ardenas. Estende-se por uma área de 7,5 km². Em 2010 a comuna tinha 46 habitantes (densidade: 6,1 hab./km²).